# Metaltella iheringi
Espèce
Synonymes
- Amaurobius iheringii Keyserling, 1891
- Metaltella argentinensis Mello-Leitão, 1931
- Auximus segmentatus Mello-Leitão, 1943

Metaltella iheringi est une espèce d'araignées aranéomorphes de la famille des Desidae.

## Distribution
Cette espèce se rencontre en Argentine et au Brésil.

## Description
Le mâle décrit par Keyserling en 1891 mesure 7,3 mm et la femelle 10,0 mm.

## Publication originale
- Keyserling, 1891 : Die Spinnen Amerikas. Brasilianische Spinnen. Nürnberg, vol. 3, p. 1-278 (texte intégral).